# Mojca Senčar
Mojca Senčar, slovenska zdravnica, * 4. april 1940, Ljutomer, † 26. maj 2019, Ljubljana, Slovenija.
Senčarjeva je do upokojitve delala na Onkološkem inštitutu v Ljubljani, kot ozdravljena bolnica z rakom na dojki je po upokojitvi prevzela vodenje slovenske organizacije Europa Donna, ki pomaga bolnicam s to boleznijo.  V zadnjem obdobju svojega življenja je še posebej glasno opozarjala na pomen paliativne oskrbe in urejanja področja evtanazije.
Leta 2005 je bila izbrana za Slovenko leta.